# Józef Gawecki
Józef Gawecki (także Gawęcki, ur. ok. 1815, po 1880 w Lublinie) – aktor i przedsiębiorca teatralny, dyrektor teatrów prowincjonalnych.

## Kariera aktorska
Debiutował w 1835 r. w zespole Wincentego Raszewskiego w Kaliszu. Występował z tym zespołem również w kolejnych latach (do 1840 r.). Ponadto był związany z zespołami teatrów prowincjonalnych: Władysława Łozińskiego (sez. 1844/1845), Tomasza Andrzeja Chełchowskiego (sez. 1845/1846), Konstantego Sulikowskiego (sez. 1866/1867), Lucjana Ortyńskiego (1867), Aleksandra Carmantranda (1868–1869), Józefa Puchniewskiego (sez. 1879/1880), a także z warszawskim teatrem ogródkowym „Alhambra”. Wystąpił m.in. w rolach: Gustawa (Śluby panieńskie), Sobka (Młynarz i kominiarz), Igiełki (Gałganduch czyli Trójka hultajska), Kamerdynera (Na dole i na pierwszym piętrze) i Paula (Rinaldo Rinaldini).

## Zarządzanie zespołami teatralnymi
Od 1847 r. przez ok. trzydzieści lat prowadził własny zespół teatralny. Zespół corocznie występował na prowincji Królestwa Polskiego. Obszar jego działalności obejmował m.in. Ciechocinek (zawsze latem), Włocławek, Płock, Lipno, Łęczycę, Kutno, Radziejów, Izbicę Kujawską, Krośniewice, Kalisz, Turek, Łódź, Piotrków, Bełchatów, Konin i Błaszki. Okresowo nawiązywał współpracę z innymi przedsiębiorcami teatralnymi, np. z Feliksem Stobińskim i Konstantym Sulikowskim. W sez. 1869/1870 prowadził teatr w Łodzi.

## Życie prywatne
Jego żoną była aktorka Józefa z Olszewskich, a córką również aktorka Stanisława Olsztyńska.